# Styberówka
Styberówka (ukr. Стиборівка) – wieś na Ukrainie, w obwodzie lwowskim, w rejonie złoczowskim, do 1945 w Polsce, w województwie tarnopolskim, w powiecie brodzkim, w gminie Podkamień.
Do 2020 w rejonie brodzkim. 